# Delbrück
Delbrück es un municipio situado en el distrito de Paderborn, en el estado federado de Renania del Norte-Westfalia (Alemania), con una población a finales de 2016 de unos 31 949 habitantes.
Se encuentra ubicado al este del estado, en la región de Detmold, en el bosque Teutónico, a la orilla del río Lippe —un afluente derecho del Rin— y a poca distancia al norte de la frontera con el estado de Hesse.